# Rui Pataca
Rui Carlos Jorge Pataca est un footballeur puis entraîneur portugais, né le 8 mai 1973 à Luanda (ancienne colonie portugaise d'Angola).

## Biographie
Cet attaquant évoluait notamment à l'US Créteil, ou il acquiert le surnom de Patagol. Il inscrit 15 buts en Ligue 1 française sous les couleurs de Montpellier et 6 buts en une demi saison en D1 portugaise avec Belenenses. 
Le 5 juin 2009, il devient l'entraîneur adjoint de Laurent Fournier à Créteil. Il est lors de la saison 2010/2011 l'adjoint de Hubert Velud toujours à l'US Créteil.
Parallèlement à son rôle au sein du club val-de-marnais, Rui Pataca est également consultant sur la chaîne française Ma Chaîne Sport où il commente les matchs de Superliga portugaise avec Nicolas Vilas (ancien journaliste à Radio Alfa, actuellement chroniqueur dans l'After Foot sur RMC. Rui Pataca commente aussi des rencontres de Ligue des champions sur la chaîne internationale CFI pour les pays lusophones (Angola, Cap-Vert, Guinée-Bissau, Mozambique...).
Pour la saison 2011-2012, il passe le cap et signe comme entraineur principal au RAF (Rodez Aveyron Football) en CFA, avec comme objectif, la remontée immédiate en National. Après un début de saison en demi-teinte, et deux lourdes défaites, il quitte le club ruthénois le 13 septembre 2012, officiellement pour raisons familiales.

## Carrière joueur
- 1995-1996 : AD Ovarense  Portugal
- 1996-1998 : SC Covilhã  Portugal
- 1998-1999 : FC Felgueiras  Portugal
- 1999-janv. 2000 : CF Belenenses  Portugal
- janv. 2000-2004 : Montpellier HSC  France
- 2004-2009 : US Créteil-Lusitanos  France[2],[3]

## Statistiques
- 53 matchs et 15 buts en Ligue 1
- 108 matchs et 24 buts en Ligue 2
- 14 matchs et 9 buts en National (D3)
- 19 matchs et 6 buts en 1re division portugaise
- 94 matchs et 33 buts en 2e division portugaise

## Carrière entraineur
- 2011-Septembre 2012 :  Rodez AF